# Nick D'Innocenzo
Nicholas James (Nick) D'Innocenzo (Worcester, 4 oktober 1990) is een Amerikaanse voormalig zwemmer die gespecialiseerd was in de wisselslag. Hij behoorde sinds 2009 tot de Amerikaanse nationale A-ploeg.
Hij won in 2009 twee gouden medailles bij de Pan Pacs voor junioren: op de 100 meter schoolslag was hij meer dan een halve seconde sneller dan de nummer twee, op de 200 meter wisselslag zwom hij met 2.02,58 een nieuw kampioenschapsrecord.
D'Innocenzo zwom en studeerde aan de Universiteit van Texas in Austin.

## Persoonlijke records

### Langebaan
| Afstand          | Tijd    | Datum           | Plaats       |
| ---------------- | ------- | --------------- | ------------ |
| 200 m vrije slag | 1.52,27 | 8 januari 2009  | Guam         |
| 400 m vrije slag | 4.00,84 | 6 augustus 2009 | Federal Way  |
| 800 m vrije slag | 8.31,74 | 6 augustus 2007 | Indianapolis |
| 100 m schooslag  | 1.01,98 | 2 augustus 2011 | Stanford     |
| 200 m schooslag  | 2.13,11 | 4 augustus 2009 | Federal Way  |
| 200 m wisselslag | 1.59,71 | 10 juli 2009    | Indianapolis |
| 400 m wisselslag | 4.19,40 | 5 augustus 2009 | Federal Way  |